# Planage
Le planage est une opération qui a pour but de façonner un objet selon une forme bien définie ou de redonner sa forme initiale à un objet déformé par usure, accident ou toutes autres causes naturelles ou mécaniques.
Cette technique s’applique dans des domaines les plus divers tels : le domaine public, l’industrie métallurgique, l’industrie du bois, l’artisanat, etc.

## Travaux publics
Sur les voies publiques (rue, route, autoroute, etc) le temps et l’intensité du trafic endommagent le revêtement de la chaussée, provoquant des déformations de surface (trous ou « nid de poule », bosses ou fissures) ; l’opération de planage consiste à enlever par rabotage la couche superficielle de bitume ou bande de roulement (jusqu’à environ un maximum de 200 mm) avec des engins mécaniques adaptés à la largeur à raboter et planer (de 0,35 m à 2,20 m). Ces engins munis de griffes ou de fraises grignotent la couche de bitume qui est ensuite nettoyée par des balais mécaniques et remplacée par une nouvelle couche d’enrobé.

## Domaine du bois
Dans le domaine du bois, le planage consiste, selon l’usage, à rectifier la planéité d’un élément brut ou d’un élément déformé par le temps. Ceci se faisait aussi avec une plane.
- Au niveau du bois brut issu du sciage, le planage consiste à donner, aux éléments, des dimensions géométriques et des états de surface acceptables pour le client : planage des faces (épaisseur), délignement des bords (largeur) et éboutement (longueur).
- Pour la rénovation d’éléments anciens (après décapage) ou nouvellement assemblés, le planage consiste à passer ceux-ci dans des machines-outils (ponceuse-calibreuse à bande large) munies de bandes abrasives afin de mettre les différents éléments assemblés sur le même niveau et leur redonner un bel aspect de surface. Technique couramment employée dans l’ébénisterie industrielle pour la semi-finition de divers éléments assemblés avant vernissage.

## Domaine des métaux

### Chaudronnerie
- Dans le domaine de la dinanderie comme de l’orfèvrerie, fabrication des objets en cuivre, laiton ou matières précieuses, une des phases finales du travail ; le planage se fait au marteau postillon ou à la batte à planer (faces planes ou bombées). Il termine la mise en forme et redonne une dureté (écrouissage)) à la pièce. Le coup est portant. La pièce est prise, comme dans le prè-planage, entre le marteau et le tas, on doit également entendre la résonance de la masse métallique support (tas). L'aspect final sera lisse ou facetté suivant le choix de l'outil.

### Automobile
- dans le domaine carrosserie (réparation) automobile, le planage consiste à retirer toutes les petites déformations en frappant directement et rapidement avec un tas et une batte sur l'ensemble de la zone déformée.
- dans le domaine de la mécanique automobile ou autre, le planage est réalisé pour obtenir une parfaite étanchéité entre deux surfaces sans la présence de joint ; Par exemple, le planage du plan de joint entre la culasse et le bloc-cylindres.

### Métallurgie
- Lors de la fabrication des bobines de tôle (coil en anglais)  par laminage à chaud ou a froid, des déformations plastiques (bords longs ou centre long dus à des défauts de laminage ou chocs thermiques )apparaissent sur la longueur de la bande au cours de la phase de déroulement (inspection). Ces défauts (courbure, tuilage, torsion, ondulation, poches) sont corrigés sur des planeuses de précision servo-hydrauliques ou électromécaniques munies d’une nappe de rouleaux supérieurs et inférieurs (entraîneurs et redresseurs) disposés de manière à éliminer les tensions et les contraintes résiduelles sur la bande de métal par flexion alternée.(pénétration des rouleaux décroissante afin que les rouleaux de sortie ne génèrent pas une cambrure résiduelle

Pour obtenir une tôle plane sans contraintes importantes résiduelles, la flexion alternée entre les rouleaux devra amener le matériau dans le domaine plastique du matériau sur environ 80 % de son épaisseur (taux de plastification)
pour une action efficace (plastification) l'espacement entre les rouleaux doit être choisi en fonction du matériau (Rp0,2 et épaisseur) ceci amène à des diamètres relativement faibles des rouleaux nécessitant afin d'éviter une flexion importante de placer sous chaque nappe de rouleaux des galets de contre-appuis.
Les contre-appuis de la nappe inférieure ou supérieure peuvent être réglables afin de maîtriser le profil de flexion des rouleaux.
Ce profil peut être modifié pour compenser d’éventuels défauts tels que bords longs ou centre long par allongement différentiel d'une partie des fibres sur la largeur de la bande 
- Les déformations plastiques lors de la découpe ou du pliage de tôle peuvent être éliminées par planage de la pièce sur une planeuse afin d’obtenir une parfaite planéité.

- Au cours du sciage sur une scie à ruban, les efforts de coupe, les échauffements et le pliage permanent de la lame sur les poulies, entraînent des déformations qui sont corrigées par avoyage et aiguisage de la denture.

- Réalisation d’une surface plane par rabotage ou fraisage d’une pièce.